# Laketjärnen (Idre socken, Dalarna)
Laketjärnen är en sjö i Älvdalens kommun i Dalarna och ingår i Dalälvens huvudavrinningsområde. Sjön har en area på 0,0577 kvadratkilometer och ligger 585,8 meter över havet.

## Delavrinningsområde
Laketjärnen ingår i det delavrinningsområde (686114-133527) som SMHI kallar för Ovan Brunnan. Medelhöjden är 607 meter över havet och ytan är 9,33 kvadratkilometer. Det finns inga avrinningsområden uppströms utan avrinningsområdet är högsta punkten. Vattendraget som avvattnar avrinningsområdet har biflödesordning 3, vilket innebär att vattnet flödar genom totalt 3 vattendrag innan det når havet efter 474 kilometer. Avrinningsområdet består mestadels av skog (82 procent). Avrinningsområdet har 1,06 kvadratkilometer vattenytor vilket ger det en sjöprocent på 11,4 procent.